# Hammond Peek
Hammond Peek ist ein Tontechniker aus Neuseeland, der unter anderem zweimal den Oscar für den besten Ton erhielt.

## Leben
Peek begann 1981 als Tontechniker bei dem dokumentarischen Kurzfilm Man of the Trees und war seitdem an mehr als zwanzig weiteren Filmproduktionen beteiligt.
Für Der Herr der Ringe: Die Gefährten (2001) war er bei der Oscarverleihung 2002 zusammen mit Christopher Boyes, Michael Semanick und Gethin Creagh für den Oscar für den besten Ton nominiert. Weitere Nominierungen für diesen Film erfolgten 2002 mit David Farmer, Christopher Boyes, Gethin Creagh, Michael Semanick, Ethan Van der Ryn und Mike Hopkins für den BAFTA Award für den besten Ton, 2002 mit Christopher Boyes, Michael Semanick und Gethin Creagh für den Preis der Gilde der Tontechniker (Cinema Audio Society Award) für herausragende Verdienste bei der Filmtontechnik. Bereits 2001 gewannen Creagh, Boyes und Semanick für diesen Film den Golden Satellite Award für den besten Tonschnitt.
Für Der Herr der Ringe: Die zwei Türme (2002) erhielt er weitere Nominierungen und zwar 2003 mit Boyes, Semanick und Michael Hedges für den Oscar, 2003 mit Ethan Van der Ryn, David Farmer, Mike Hopkins, Christopher Boyes, Michael Semanick und Michael Hedges für den BAFTA Award, 2003 mit Boyes, Semanick und Hedges für den CAS-Award sowie 2002 für den Golden Satellite Award für den besten Tonschnitt.
2004 gewann er schließlich erstmals den Oscar für den besten Ton und zwar mit Boyes, Semanick und Hedges für Der Herr der Ringe: Die Rückkehr des Königs (2003). Zugleich war er hierfür 2004 zusammen mit Ethan Van der Ryn, Mike Hopkins, David Farmer, Christopher Boyes, Michael Hedges und Michael Semanick für einen weiteren BAFTA Award sowie 2004 mit Boyes, Hedges und Semanick für einen weiteren CAS-Award für herausragende Verdienste in der Tontechnik bei einem Film nominiert.
Seinen zweiten Oscar für den besten Ton erhielt er bei der Oscarverleihung 2006 zusammen mit Boyes, Semanick und Hedges für King Kong (2005). Zugleich folgten für diesen Film 2006 eine Nominierung für den BAFTA Award für den besten Ton mit Christopher Boyes, Mike Hopkins und Ethan Van der Ryn sowie 2006 mit Boyes, Semanick und Hedges für den CAS-Award für herausragende Verdienste in der Tonmischung bei Kinofilmen.